# Жаврів
Жа́врів — село в Україні, у Гощанській селищній громаді Рівненського району Рівненської області. Раніше було центром Жаврівської сільської ради. Населення становить 522 осіб.

## Історія
У 1906 році село Аннопільської волості Острозького повіту Волинської губернії. Відстань від повітового міста 26 верст, від волості 14. Дворів 71, мешканців 511.
У селі знаходиться дерев'яна Церква святого Якова, пам'ятка архітектури місцевого значення.
12 червня 2020 року, відповідно до розпорядження Кабінету Міністрів України № 722-р від «Про визначення адміністративних центрів та затвердження територій територіальних громад Рівненської області», увійшло до складу Гощанської селищної громади.
19 липня 2020 року, в результаті адміністративно-територіальної реформи та ліквідації Гощанського району, село увійшло до складу новоутвореного Рівненського району.

## Населення
Згідно з переписом УРСР 1989 року чисельність наявного населення села становила 515 осіб, з яких 228 чоловіків та 287 жінок.
За переписом населення України 2001 року в селі мешкало 520 осіб. 100 % населення вказало своєю рідною мовою українську мову.